# Fernando Suárez González
Fernando Suárez González   (Lleó, 10 d'agost de 1933 - Madrid, 29 d'abril de 2024) va ser un polític i jurista espanyol. Sobre ell hi hagué una ordre de captura internacional per la firma de les últimes sentències de mort del franquisme.

## Biografia
El seu avi matern, Alberto González, va ser pintor de les vidrieres de la catedral de Lleó, quan es va restaurar el 1902. El seu avi patern, José María Suárez, oriünd de Flor de Acebos, va treballar a Gijón i amb els seus estalvis va fer l'hotel Valgrande, en el límit entre Astúries i Lleó. Posteriorment, la família el va vendre al Ministeri de Turisme per fer un parador.
Llicenciat en Dret per la Universitat d'Oviedo, amb premi extraordinari i doctor per la Universitat de Bolonya el 1960. Professor de dret del treball a la Universitat Complutense de Madrid, va guanyar per oposició, el 1972, la càtedra d'aquesta disciplina a la Universitat d'Oviedo, a la ciutat de la qual havia estat cap del Sindicato Español Universitario (SEU) entre 1954 i 1956. Va ser cap nacional d'Ensenyament i, entre 1960 i 1962, cap de la Delegació Nacional de Joventuts (Movimiento Nacional), al mateix temps que conseller nacional d'Educació. Entre 1962 i 1963 es va fer càrrec de la direcció de l'Institut de la Joventut, mentre exercia les labors de director del Col·legi Major Diego de Covarrubias (1960-1970). Al juny de 1973 va ser nomenat director general de l'Institut Espanyol d'Emigració. Procurador en Corts pel terç familiar per la província de Lleó entre 1967 i 1971. Va ser nomenat vicepresident tercer i ministre de Treball el 5 de març de 1975 a l'últim govern del general Franco, cessant a la mort del dictador.
Va ser un dels ministres que van signar les sentències de mort de Ramón García Sanz, José Luis Sánchez Bravo, Xosé Humberto Baena Alonso, del PCE m-l-FRAP i els acusats de pertànyer a ETA, Angel Otaegi Etxeberria i Jon Paredes Manot. Tots van ser executats per afusellament.
Va contribuir de manera destacada en la Transició espanyola a la democràcia, especialment com a membre de la ponència que va defensar el Projecte de Llei per a la Reforma Política. Ingressà a Aliança Popular, partit amb el qual fou elegit diputat per la província de Madrid a les eleccions generals espanyoles de 1982. Posteriorment fou elegit diputat a les eleccions al Parlament Europeu de 1987 i 1989. Durant el seu mandat fou president de la Delegació per a les relacions amb els països d'Amèrica Central i del Grup Contadora (1987-1989) i vicepresident del Grup Demòcrata Europeu. També fou defensor de l'assegurat de la Corporación Mapfre.
El 1994 deixà la política i fou catedràtic emèrit de Dret del Treball de la UNED. El 2007 va ingressar en la Reial Acadèmia de Ciències Morals i Polítiques.